# Орловка (Татарский район)
Орло́вка — село в Татарском районе Новосибирской области. Административный центр Орловского сельсовета.

## География
Площадь села — 205 гектаров.

## Население
| 2002 | 2007 | 2010 | 2012 | 2013 | 2014 |
| ---- | ---- | ---- | ---- | ---- | ---- |
| 288  | ↗289 | ↘234 | ↗269 | ↘258 | ↘249 |

## Инфраструктура
В селе по данным на 2007 год функционируют 1 учреждение здравоохранения и 1 учреждение образования.